# Наташа Марлі
Наташа Марлі (англ. Natasha Marley; нар. 20 червня 1984, Олдершот) — англійська порноакторка та модель.

## Кар'єра
Почала зніматися як еротична модель у 2004 році для журналів «Cheri», «Playboy Lingerie», «Hawk», «Front», «Redline», «CKM», «Maxim UK», «FastCar», «Daily Star», «Newlook». З 2007 по 2010 рік була моделлю сайту OnlyTease. 
З 2010 по 2013 рік знялася в 18 порнофільмах. Найбільш відома за роллю Бонні Паркер у порнофільмі «Бонні і Клайд», за яку була багаторазово номінована на премії «AVN Awards» і «XBIZ Award».

## Нагороди та номінації
| Рік  | Премія                               | Номінація                            | Фільм         | Результат |
| ---- | ------------------------------------ | ------------------------------------ | ------------- | --------- |
| 2011 | AVN Award                            | Краща актриса                        | Бонні і Клайд | Номінація |
| 2011 | AVN Award                            | Іноземна актриса року                | Бонні і Клайд | Номінація |
| 2011 | AVN Award                            | Краща сцена лейсбійського триолізма  | Бонні і Клайд | Номінація |
| 2011 | AVN Award                            | Краща групова сцена сексу            | Бонні і Клайд | Номінація |
| 2011 | XBIZ Award                           | Краще жіноче виконання року          | Бонні і Клайд | Номінація |
| 2011 | XBIZ Award                           | Іноземна актриса року                | Бонні і Клайд | Номінація |
| 2011 | Премія аматорів програм для дорослих | Найпопулярніша англійська порнозірка | -             | Номінація |

## Фільмографія
- 2010 — Strip and Search
- 2010 — Бонні і Клайд / Bonny & Clide — Бонні Паркер
- 2010 — Footballers Wives — First Half
- 2010 — Anna Lovato: Yes Miss
- 2010 — Gemma Massey's Checkout
- 2010 — Подруги Наташі Марлі / Natasha Marley's Girlfriends
- 2011 — Relaxxx
- 2011 — Наташа Марлі: Тільки для твоїх очей / Natasha Marley's For Your Eyes Only
- 2011 — McKenzie Magic
- 2011 — Жінка-кішка XXX / Katwoman XXX — репортер
- 2011 — Gemma Massey'Lady s Days
- 2011 — Babe Runner
- 2011 — Bite
- 2012 — Natasha Marley's Angel Face
- 2012 — Anna Lovato's Catwalk
- 2012 — Only Fools And Arses
- 2012 — Yes Boss!
- 2013 — Нікіта XXX / Nikita XXX — погана блондинка